# Makryliá (Lassíthi)
Makryliá, en grec moderne : Μακρυλιά, est un village du dème d'Ierápetra, dans le district régional de Lassíthi, de la Crète, en Grèce. Selon le recensement de 2011, la population de Makryliá compte 122 habitants.
Le village est situé à une altitude de 240 m et à une distance de 8 km d'Ierápetra.

## Recensements de la population
| Recensements | 1900 | 1920 | 1928 | 1940 | 1951 | 1961 | 1971 | 1981 | 1991 | 2001 | 2011 |
| ------------ | ---- | ---- | ---- | ---- | ---- | ---- | ---- | ---- | ---- | ---- | ---- |
| Population   | 82   | 16   | 171  | 223  | 225  | 246  | 112  | 84   | /    | 120  | 122  |